# Camilo Sesto
Camilo Blanes Cortés, dit Camilo Sesto, né le 16 septembre 1946 à Alcoi dans la province d'Alicante (Espagne) et mort le 8 septembre 2019 à Madrid, est un chanteur compositeur et acteur espagnol, auteur de ballades pendant les années 1970, 1980 et 1990.  

## Biographie
Camilo Blanes Cortés naît à Alcoy le 16 septembre 1946.
Son pseudonyme « Camilo Sesto », a été choisi selon lui-même par plusieurs raisons. Il est le sixième des six frères de sa famille et le sixième garçon s'appelant Camilo de tous les membres de sa famille en incluant ses oncles, etc. Son premier album est apparu originairement comme « Camilo Sexto » – sexto signifie sixième en espagnol. Finalement le nom est changé en Camilo Sesto.
Ses plus grands succès ont été : Melina, Perdóname, Jamás, ¿Quieres ser mi Amante?, Madre, El Amor de Mi Vida, Amor... Amar, Mi Angel Azul, Girasol, Getsemani, Algo de mí, Sólo un Hombre, Angela, To be a Man,Huracán de Amor, No Sabes cuánto te quiero, El meu Cor es d'Alcoi, etc. 
Camilo Sesto écrit seul la presque totalité de ses chansons. La chanson Melina est inspirée de la vie de l'actrice Melina Mercouri. 
Ses succès peuvent s'organiser en plusieurs étapes : sa participation dans les groupes Los Dayson et Los Botines, les années 70 avant le Jésus-Christ, il a enregistré des chansons en duo, généralement ou toutes écrites par lui-même.
Camilo Blanes Cortés meurt à Madrid le 8 septembre 2019, à l'âge de 72 ans.
En décembre de cette même année, Camilo Sesto reçoit à titre posthume la Médaille d'or du mérite des beaux-arts, décernée par le Ministère de la Culture.

## Discographie
- 1964 : Los Dayson
- 1966 : Los botines
- 1970 : Camilo Sesto
- 1971 : Algo de mí
- 1972 : Sólo un hombre
- 1973 : Algo más
- 1974 : Camilo
- 1975 : Amor libre

- 1975 : Jesucristo Superstar : version espagnole de l'opéra-rock anglais Jesus Christ Superstar de 1973 interprétée par Ted Neeley dans le rôle de Jésus-Christ. Camilo Sesto interprète le même rôle dans la version espagnole, accompagné d'Ángela Carrasco dans le rôle de Maria Magdalena. Les deux chansons phares de cet opéra sont Getsemani: oracio del huerto (Gethsemani en version anglaise) et Yo no sé como amarle (I Don't Know How To Love Him en version anglaise). La première est celle qui a véritablement lancé le chanteur comme une voix aiguë puissante. La deuxième a fortement promu la chanteuse en Espagne, où elle a ensuite interprété de nombreuses chansons écrites par Camilo Sesto.

- 1976 : Memorias
- 1976 : Look in the eyes
- 1977 : Entre amigos
- 1977 : Rasgos
- 1978 : Sentimientos
- 1979 : Horas de amor
- 1981 : Más y más...
- 1982 : Amaneciendo
- 1982 : Camilo
- 1983 : Con ganas
- 1984 : Amanecer/84
- 1985 : Tuyo
- 1986 : Agenda de baile
- 1991 : A voluntad del cielo
- 1992 : Huracán de amor
- 1997 : Camilo Superstar
- 1994 : Amor sin vértigo
- 2000 : El Fantasma de la Ópera
- 2002 : Alma
- 2004 : Camilo Sesto no 1
- 2006 : Camilo Sesto canta a Bujalance

### Compilation
- Double cd : Camilo Superstar